# سرو اشک‌دانه‌ای یاتینی
سرو اشک‌دانه‌ای یاتینی (نام علمی: Libocedrus yateensis) نام یک گونه از سرده سروهای اشک‌دانه است.